# Сметанный соус
Сметанный соус — горячий соус на основе сметаны, широко используется в русской кухне. Сметанные соусы характеризуются высокой пищевой и энергетической ценностью, их подают к овощным, мясным и рыбным блюдам, используют для запекания и приготовления горячих закусок, особенно грибных.
В старину на Руси сметанный соус готовили без муки, упаривая сметану в два-три раза. Современные сметанные соусы готовят с мучной пассеровкой или на основе белого соуса. Если в качестве жидкой основы используется только сметана, без добавления мясного или рыбного бульона или овощного отвара, сметанный соус называется натуральным. Для приготовления натурального сметанного соуса сметану доводят до кипения и смешивают с мучной пассеровкой, приправляют солью и перцем, доводят до кипения и процеживают. Сметанный соус также получают смешиванием прокипячённой сметаны с белым соусом. Сметанный соус существует в разных вариантах: с томатом (с томатным пюре), с луком (с пассерованным на сливочном масле репчатым луком), с паприкой, а также с хреном («лефор»).